# 汤悦
湯悅（912年—984年），本名殷崇義，池州青陽（今屬安徽省）人。一说陈州西华（今河南西华）人。
杨吴翰林学士殷文圭之子。天祐九年（912年）出生。南唐保大十三年（955年）進士，歷官樞密使、右僕射。皇室的書檄教詔，皆出自其手，封為“范陽郡公”。中主李璟为避後周之兵锋，迁都南昌，命殷崇义以枢密使之职留守金陵与严续辅佐太子李煜。后主李煜即位，令民间行铁钱，导致物价上涨，殷崇义上疏请罢物价，李煜不听。开宝元年（968年），为左仆射、同平章事。次年五月，罢为润州节度使，仍同平章事。开宝五年（972年），南唐改官名，中书省、门下省为左右内史府，殷崇義以司空知左右内史事。南唐亡，殷崇義入宋，为赵弘殷避讳，改名湯悅。湯悅封為光祿卿，宋太宗命他撰写《江南录》十卷。参与預修《太平御覽》。雍熙元年（984年），在修书时去世，年七十三。二弟殷崇禮，改名湯淨。